# 大卫·波佩尔
大卫·波佩尔（捷克語：David Popper，1843年6月16日—1913年8月7日），又译包佩，犹太血统的捷克大提琴家、作曲家。
《格罗夫音乐与音乐家词典》评论波佩尔“音色饱满，富于感情，技巧娴熟，风格典雅”，他是一位多产的大提琴作曲家，其作品包括今天仍然被演奏的四首大提琴协奏曲，一首三大提琴和管弦乐安魂曲，以及其他的小作品, 包括曾经流行的大提琴独奏曲《精灵之舞》、Tarantella等等。波佩尔的作品要求高难度的技巧，使其獲得“大提琴之王”、“大提琴之尼可罗·帕格尼尼”之称。他的《高等大提琴教程》练习曲是难以置信地困难，为世界上大提琴高手普遍地用来提高演奏技术。

## 生平
波佩尔出生在布拉格一个犹太裔家庭，父亲是犹太教堂祈祷文领颂者。1855年波佩尔12岁，入布拉格音乐学院从德国汉堡大提琴家尤利乌斯·戈尔特曼（Julius Goltermann）学习大提琴。1863年波佩尔随指挥汉斯·冯·彪罗首次到德国、瑞士、荷兰和英国巡回演出，备受彪罗赞扬。1867年波佩尔到维也纳演出，随后出任维也纳国家歌剧院首席大提琴手。几年后波佩尔辞去维也纳国家歌剧院首席大提琴之职务，专心于欧洲巡回演出。
1872年波佩尔与匈牙利钢琴演奏家和作曲家李斯特·费伦茨的学生，女钢琴家索菲·门特儿（1846年-1918年）结婚。翌年波佩尔伉俪在欧洲巡回演出。 1882年波佩尔与法兰西小提琴家Emil Sauret搭伴到西班牙、葡萄牙演出。
1896年波佩尔应李斯特邀请，在他创建的布达佩斯音乐学院出任大提琴教授，并定居在布达佩斯。1913年8月7日波佩尔在奥地利维也纳南郊巴登镇逝世。

## 作品
- 练习曲  Op.73 A 大调 No. 28
- 15首简单练习曲 Op. 76
- 10首中等难度练习曲 Op. 76
- 高等大提琴教程，练习曲40首 Op. 73
- D大调大提琴协奏曲 op. 8
- E大调大提琴协奏曲 op. 24
- 精灵之舞 Op. 39
- 美好的往日：忆双亲， 大提琴与钢琴
- 从俄罗斯民歌改编的幻想曲
- 欢乐的回忆
- 秋之花
- 匈牙利狂想曲
- G小调玛祖卡舞曲
- 安魂曲
- 小夜曲
- 小夜曲 Op. 54, No. 2
- 玛祖卡舞曲 Op. 11 No. 3
- 西班牙小夜曲 Op. 11 No. 3
- 回旋歌
- Tarentelle, 大提琴与管弦乐 op. 33
- Papillon, 大提琴与管弦乐 op. 34
- 双大提琴组曲 op. 16
- 森林中，大提琴、钢琴与管弦乐组曲 op. 50
- 音樂會波蘭舞曲op.14